# Micăsasa
Micăsasa – wieś w Rumunii, w okręgu Sybin, w gminie Micăsasa. W 2011 roku liczyła 1334 mieszkańców.